# Encarsia longifasciata
Encarsia longifasciata är en stekelart som beskrevs av Subba Rao 1984. Encarsia longifasciata ingår i släktet Encarsia och familjen växtlussteklar.
Artens utbredningsområde är:
- Pakistan.
- Thailand.

Inga underarter finns listade i Catalogue of Life.